# 托雷拉卡尔塞尔
托雷拉卡尔塞尔，是西班牙阿拉贡自治区特鲁埃尔省的一个市镇。总面积36平方公里，总人口277人（2001年），人口密度8人/平方公里。